# Hymenobelba ramulosa
Hymenobelba ramulosa är en kvalsterart som beskrevs av Covarrubias 1967. Hymenobelba ramulosa ingår i släktet Hymenobelba och familjen Ameridae. Inga underarter finns listade i Catalogue of Life.